# Лисна (језеро)
Лисна (блр. Лісна; рус. Лисно) језеро је у Горњодвинском рејону Витепске области, на крајњем северу Републике Белорусије. Језеро се налази на око 42 км североисточно од града Верхњедвинска, док се његове северне обале граниче са Себешким рејоном Псковске области (Русија).

## Физичке карактеристике
Језеро Лисна има доста плитак басен са просечним дубинама између 3 и 4 метра (док је максимална дубина до 6,1 метар). Његово дно је благо нагнуто у правцу север-југ у дужини од око 7,8 км. Обала је знатно стрмија у јужном и западном делу и у тим областима достиже висине и до 30 метара. Источне и северне обале су знатно ниже и доста замочварене, често прекривене густим боровим шумама..
Површина језера је 15,71 км², а укупна дужина обалске линије је 25,3 км. На језеру се налази неколико острва, од којих се највеће, Лисињанско острво налази у јужном делу басена. Укупна површина сливног подручја језера је око 943 км².
Лисна је проточно језеро и део басена реке Дрисе (сливно подручје Западне Двине) са којом је повезано својом протоком, реком Свољном. Свољна се улива у језеро у његовом североисточном делу, а истиче у јужном делу. Каналом Дегтјаровка Лисна је повезана са Асвејским језером.

## Живи свет
Због доста мале дубине за Лисну је карактеристично интензивно зарастање, а густа мочварна вегетација расте и до 200 метара од обале. Подводне биљке расту на дубинама и до 2,6 метара.
Најдоминантније рибље врсте у језеру су деверика, лињак и штука, а у њему живе још и смуђ, црвенперка, сом, јегуља и шаран. Периодично се спроводи привредни риболов.